# Héctor Ruiz
Héctor de Jesús Ruiz (Piedras Negras, 25 de dezembro de 1945) foi presidente da empresa Advanced Micro Devices, Inc. (AMD) entre 2002 e 2008.